# Nicolae Dumitrescu (pratolog)
Nicolae Dumitrescu (n. 8 iunie 1930, Vârteșcoiu, județul Vrancea) este un pratolog român, specialist în pajiști și plante furajere, recunoscut pentru contribuțiile sale la ameliorarea pajiștilor degradate și combaterea eroziunii solului în zona Moldovei. A activat peste cinci decenii (1954–2006) ca cercetător la Stațiunea de Cercetări Agronomice Iași, Stațiunea Experimentală Agricolă Podu Iloaiei și ca profesor la USAMV Iași. A publicat peste 200 de lucrări științifice, monografii și cursuri universitare. A fost laureat de două ori al Premiului „Ion Ionescu de la Brad” al Academiei Române și membru fondator al Societății de Științe Agricole „Haralamb Vasiliu”.

## Biografie
Copilărie și educație  
Nicolae Dumitrescu s-a născut la 8 iunie 1930 în Vârteșcoiu, județul Vrancea, într-o familie de preot. A urmat școala primară în satul natal (1937–1941) și Liceul „Unirea” din Focșani, absolvind bacalaureatul în 1949. În același an, a fost admis la Facultatea de Agronomie a Institutului Agronomic Iași, pe care a absolvit-o în 1953, obținând diploma de inginer agronom cu rezultate remarcabile. 
Carieră profesională  
După absolvire, a fost cercetător în cadrul Academiei Române, Filiala Iași (1954), apoi la Stațiunea de Cercetări Agronomice Iași (1955–1961). Din 1962 până în 1990, a activat la Stațiunea Experimentală Agricolă Podu Iloaiei, unde a parcurs toate gradele de cercetare. În 1990, a devenit profesor titular la USAMV Iași, predând „Cultura pajiștilor și plantelor furajere” și „Ecologie și protecția mediului” până în 2000. Ulterior, a fost profesor consultant (2000–2006). A efectuat o specializare la Institutul Agronomic Mediteranean din Bari, Italia (1970–1971). 

## Activitate științifică
Nicolae Dumitrescu a publicat peste 200 de lucrări științifice, articole, caiete de lucrări practice și monografii, contribuind la dezvoltarea pratologiei și agrotehnicii pe terenuri în pantă. A efectuat cercetări în zona silvostepă a Moldovei, colaborând cu T. Iacob, V. Vîntu, C. Samuil și alții. A coordonat centre pilot de cercetare la Popești și Cristești, oferind consiliere pentru ameliorarea pajiștilor în județele Iași, Botoșani și Vaslui (1970–1985). 
Eroziunea solurilor arabile
A studiat fenomenul eroziunii pe terenurile arabile din Moldova, publicând „Influența culturilor agricole asupra cantităților de sol erodat” și „Contribuții la studiul lucrărilor solului pe terenurile în pantă în condițiile depresiunii Jijia-Bahlui”. A analizat rotațiile de culturi și viteza de infiltrație a apei pe cernoziomuri în pantă. 
Pajiști permanente degradate 
A cercetat factorii care provoacă eroziunea și degradarea covorului vegetal, publicând „Influența vegetației ierboase asupra apei reținute și a eroziunii solului în Câmpia Moldovei” (1974) și „Contribuții la sporirea biomasei pajiștilor permanente din silvostepă Moldovei” (1995). A evaluat potențialul productiv al pajiștilor din zona Iași-Strunga. 
Ameliorarea pajiștilor
A dezvoltat metode de refacere a pajiștilor degradate, publicând „Refacerea pajiștilor degradate de alunecări” (1980), „Regenerarea pajiștilor permanente degradate de eroziune” (în franceză) și „Ameliorarea pajiștilor degradate din zona silvostepă” (1999). A promovat fertilizarea și supraînsămânțarea ca măsuri esențiale. 
Agrotehnică culturi de câmp
A optimizat tehnologiile pentru culturi precum grâu, porumb, floarea-soarelui și fasole, publicând „Contribuții la stabilirea agrotehnicii grâului în condițiile de silvostepă din Depresiunea Jijia-Bahlui” și „Influența spațiului de nutriție asupra producției la hibrizii dublii de porumb”. 

## Activitate didactică
Ca profesor titular la USAMV Iași (1990–2000), Nicolae Dumitrescu a predat „Cultura pajiștilor și plantelor furajere” și „Ecologie și protecția mediului”, elaborând cursuri și caiete de lucrări practice. A fost profesor consultant (2000–2006), contribuind la formarea specialiștilor în agronomie. A influențat pozitiv catedra prin materiale didactice actualizate și conduita morală. 

## Activitate managerială
Nicolae Dumitrescu a deținut funcții care au influențat cercetarea și învățământul agricol:
- Cercetător la SCA Podu Iloaiei (1962–1990).
- Coordonator al centrelor pilot de cercetare Popești și Cristești.
- Membru fondator al Societății de Științe Agricole „Haralamb Vasiliu”.
- Membru al Asociației Absolvenților CINEA, Paris.

A reprezentat România la conferințe internaționale în Cehoslovacia, Grecia și Franța (Montpellier, 1991). 

## Lucrări
Nicolae Dumitrescu a publicat peste 200 de lucrări științifice și didactice. Dintre lucrările reprezentative:
- „Fertilizarea terenurilor erodate în Moldova”, Flacăra Iașului, 1957
- „Influența înierbării asupra proprietăților fizico-chimice și eroziunii solului”, Studii și cercetări, Seria Biologie, Filiala Iași, Academia RSR, 1961
- „Stabilirea densității la cultura florii soarelui în condițiile Depresiunii Jijia-Bahlui” (cu D. Pînzaru), Probleme agricole, 1966
- „Agrotehnica porumbului, semănatul” (cu Eliza Timirgaziru, D. Scurtu, A. Popa), în „Cultura porumbului în Moldova”, 1966
- „Studiul scurgerilor și eroziunii solului pe terenuri erodate amenajate ca pajiști artificiale”, Probleme agricole, 1968
- „Studiul evaporației în rețeaua perdelelor de protecție de la Stațiunea Experimentală Tîrgu Frumos”, Studii și cercetări, Seria Biologie, Filiala Iași, Academia RSR, 1969
- „Contribuții la studiul lucrărilor solului pe terenurile în pantă în condițiile Depresiunii Jijia-Bahlui” (cu Olga Dumitrescu, Eugenia Roșu), Publicațiile Societății Naționale Române pentru știința solului, 1972
- „Influența vegetației ierboase asupra apei reținute și a eroziunii solului în Câmpia Moldovei”, Revista CAM, 1974
- „Prevenirea și combaterea eroziunii solului pe pajiștile din silvostepă Moldovei”, Lucrări științifice ale SCCCPC Măgurele-Brașov, 1975
- „Durata de producție a pajiștilor ameliorate în silvostepă Moldovei” (cu Anatolie Grâneanu), Lucrări științifice ale SCCCP Măgurele Brașov, 1976
- „Potențialul productiv al pajiștilor din zona coastei de tranziție Iași-Strunga” (cu A. Grâneanu, C. Martiniuc), în 20 ani de activitate științifică în sprijinul producției, SCA Podu Iloaiei, 1977
- „Contribuții la studiul sistemului de cultură în fâșii în Câmpia Moldovei”, Revista CAM, 1978
- „Refacerea pajiștilor degradate de alunecări”, Lucrări științifice ale SCCCP Măgurele-Brașov, 1980
- „Aspecte privind agricultura antierozională în perimetrul etalon Popești și Ciortești, jud. Iași” (cu Jan Patraș ș.a.), Revista CAM, 1986
- „Cultura pajiștilor și plantelor furajere. Lucrări practice” (cu T. Iacob, V. Vîntu, C. Samuil), Lito, LP. UASVM, Iași, 1986
- „Regenerarea pajiștilor afectate de eroziunea de suprafață” (cu Dima Silistru, D. Călian), Lucrări științifice de ICCP Măgurele-Brașov, 1987
- „Influența vegetației ierboase asupra controlului eroziunii solului în silvostepă Moldovei” (cu P. Petrovici, C. Ailincăi), Revista CAM, nr. 6, 1988
- „Îmbunătățirea pajiștilor permanente degradate din Podișul Central Moldovenesc prin lucrări tehnice culturale” (cu T. Iacob, V. Vîntu, C. Samuil), UAVM Iași, Lucrări științifice, nr. 36, Seria Agronomie, 1990
- „Cultura pajiștilor și a plantelor furajere. Curs litografiat”, 298 pg, IP UASMV Iași, 1991
- „La régénération des prairies permanentes dégradées par l’érosion dans la silvosteppe de la Roumanie” (cu T. Iacob, V. Vîntu), IV-ème Congrès International des Terres de Prairies, Montpellier, 1991
- „Tehnologia producerii și conservării furajelor. Lucrări practice” (cu T. Iacob, V. Vîntu), 150 pg, 1991
- „Metode de supraînsămânțare cu leguminoase a pajiștilor afectate de eroziune în silvostepă Moldovei” (cu Cr. Armașu, Doina Silistru), Revista CAM, 1992
- „Contributions à l’amélioration des prairies permanentes par fertilisation avec des engrais organiques et minéraux” (cu T. Iacob, V. Vîntu), Lucrări științifice, vol. 35-36, Seria Zootehnie și Medicină Veterinară, 1992–1993
- „Cercetări referitoare la rotația pajiștilor temporare, culturi anuale pe terenurile în pantă din silvostepă Moldovei” (cu Cr. Armașu, Doina Silistru), Lucrări Științifice ale ICPCP Măgurele Brașov, 1995
- „Contribuții la sporirea biomasei pajiștilor permanente din silvostepă Moldovei” (cu T. Iacob, C. Samuil), Universitatea Agronomică „Ion Ionescu de la Brad” Iași, Lucrări științifice, vol. 38, Seria Agronomie, 1995
- „Contribuții la îmbunătățirea pajiștilor halofile din Lunca Prutului” (cu V. Vîntu, C. Samuil, Alina Trofin), Revista CAM, nr. 3-4, 1996
- „Influența fertilizării organo-minerale asupra unei pajiști temporare din silvostepă Moldovei” (col.), Lucrări științifice, ICPCP Măgurele Brașov, vol. XVIII, 1997
- „Ameliorarea pajiștilor degradate din zona de silvostepă” (cu T. Iacob, V. Vîntu), Editura „Ion Ionescu de la Brad”, Iași, 1999
- „Ecologie și protecția mediului” (col.), USAMV, Iași, 1999
- „Influența epocilor și a dozelor de îngrășăminte minerale asupra producției de furaj pe pajiștile degradate din silvostepă Moldovei” (cu D. Maxim), Revista CAM, 2000

## Premii și distincții
- Premiul „Ion Ionescu de la Brad” al Academiei Române (1979, pentru „Agrotehnica terenurilor arabile în pantă”)
- Premiul „Ion Ionescu de la Brad” al Academiei Române (data nespecificată, pentru contribuții în pratologie)
- Ordinul „Meritul Agricol”
- Membru fondator al Societății de Științe Agricole „Haralamb Vasiliu”
- Membru al Asociației Absolvenților CINEA, Paris

## Afilieri
- Profesor titular și consultant la USAMV Iași (1990–2006)
- Membru fondator al Societății de Științe Agricole „Haralamb Vasiliu”
- Membru al Asociației Absolvenților CINEA, Paris
- Reprezentant al României la conferințe internaționale în Cehoslovacia, Grecia și Franța